# Nguyễn Tiến Nam
Nguyễn Tiến Nam (sinh ngày 26 tháng 10 năm 1967) là tướng lĩnh Công an nhân dân Việt Nam. Ông là Thiếu tướng, hiện là Bí thư Đảng ủy, Viện trưởng Viện Khoa học hình sự, Bộ Công an, Ủy viên Ủy ban Quốc phòng và An ninh của Quốc hội, Đại biểu Quốc hội khóa XV từ Quảng Bình. Ông từng là Ủy viên Ban Thường vụ Tỉnh ủy Quảng Bình, Bí thư Đảng ủy, Giám đốc Công an tỉnh Quảng Bình.
Nguyễn Tiến Nam là đảng viên Đảng Cộng sản Việt Nam, học vị Cử nhân Cảnh sát kinh tế, Tiến sĩ Luật học, Cao cấp lý luận chính trị. Ông có hơn 30 năm công tác ở tỉnh Hà Tĩnh trước khi được điều chuyển tới các địa phương, cơ quan, đơn vị khác và tham gia hoạt động Quốc hội.

## Xuất thân và giáo dục
Nguyễn Tiến Nam sinh ngày 26 tháng 10 năm 1967 tại xã Cẩm Dương, huyện Cẩm Xuyên, tỉnh Hà Tĩnh. Ông lớn lên và tốt nghiệp phổ thông ở Cẩm Xuyên, thi đại học vào tháng 9 năm 1984 và đỗ Trường Đại học Cảnh sát nhân dân Hà Nội, nay là Học viện Cảnh sát nhân dân, là sinh viên khóa D10, tốt nhiệm Cử nhân Cảnh sát kinh tế vào tháng 6 năm 1989. Ông tiếp tục học cao học rồi là nghiên cứu sinh chuyên ngành Tội phạm học và Phòng ngừa tội phạm ở Trường Đại học Cảnh sát nhân dân, bảo vệ thành công luận án tiến sĩ đề tài "Chuyên án truy xét điều tra vụ án cướp giật tài sản của lực lượng Cảnh sát hình sự Công an các tỉnh, thành phố phía Nam", trở thành Tiến sĩ Luật học. Ông được kết nạp Đảng Cộng sản Việt Nam vào ngày 30 tháng 8 năm 1991 ở trường Cảnh sát, trở thành đảng viên chính thức sau đó 1 năm, từng theo học các khóa chính trị ở Học viện Chính trị Quốc gia Hồ Chí Minh và tốt nghiệp Cao cấp lý luận chính trị. Nay ông thường trú ở phường Trần Phú, thành phố Hà Tĩnh, tỉnh Hà Tĩnh.

## Sự nghiệp
Tháng 7 năm 1989, sau khi tốt nghiệp trường Cảnh sát, Nguyễn Tiến Nam trở về Hà Tĩnh, công tác ở Công an tỉnh Nghệ Tĩnh, được phân công làm Điều tra viên trung cấp, Phòng Cảnh sát điều tra Công an tỉnh, rồi chuyển sang Công an tỉnh Hà Tĩnh khi tỉnh Nghệ Tĩnh được tách thành Nghệ An và Hà Tĩnh năm 1991. Ông cũng tham gia công tác Đoàn Thanh niên Cộng sản Hồ Chí Minh, là Bí thư Chi đoàn Phòng Cảnh sát điều tra Công an tỉnh. Tháng 3 năm 1993, ông được điều sang Phòng Cảnh sát Kinh tế làm Cán bộ, thăng chức Phó Trưởng phòng vào tháng 8 năm 1994. Vào tháng 7 năm 2006, ông được điều về Công an thành phố Hà Tĩnh, nhậm chức Phó Trưởng Công an thành phố, cho đến tháng 7 năm 2010, thì được bầu vào Ban Thường vụ Thành ủy Hà Tĩnh, giữ chức Bí thư Đảng ủy, Trưởng Công an thành phố Hà Tĩnh, và trúng cử Đại biểu Hội đồng nhân dân thành phố Hà Tĩnh nhiệm kỳ 2011–2016. Tháng 3 năm 2014, ông được bầu vào Ban Thường vụ Đảng ủy, được bổ nhiệm làm Phó Giám đốc Công an tỉnh Hà Tĩnh.
Tháng 7 năm 2020, sau hơn 30 năm công tác ở Hà Tĩnh, Nguyễn Tiến Nam được điều tới Quảng Bình, nhậm chức Bí thư Đảng ủy, Giám đốc Công an tỉnh Quảng Bình. Tại Đại hội Đảng bộ tỉnh Quảng Bình lần thứ XVII, nhiệm kỳ 2020–2025, ông được bầu vào Ban Chấp hành rồi Ban Thường vụ Tỉnh ủy Quảng Bình, và sau đó là Ủy viên Ủy ban nhân dân tỉnh. Sang năm 2021, ông được Ủy ban Mặt trận Tổ quốc Việt Nam tỉnh giới thiệu tham gia ứng cử đại biểu Quốc hội từ Quảng Bình, thuộc đơn vị bầu cử số 1 gồm thị xã Ba Đồn, huyện Minh Hóa, Tuyên Hóa, Quảng Trạch, Quảng Ninh, rồi trúng cử Đại biểu Quốc hội khóa XV với tỷ lệ 89,55%, và là Ủy viên Ủy ban Quốc phòng và An ninh của Quốc hội. Tháng 6 năm 2022, ông được bổ nhiệm làm Viện trưởng Viện Khoa học hình sự, Bộ Công an, rồi được phong cấp hiệu Thiếu tướng Công an vào tháng 9 cùng năm.

## Khen thưởng
- Huân chương Chiến công hạng Ba, 2018;

## Lịch sử thụ phong cấp hiệu
| Cấp hiệu |             |  |  |  |  |  |  |  |  |  |  |
| Cấp bậc  | Thiếu tướng |  |  |  |  |  |  |  |  |  |  |
|          |             |  |  |  |  |  |  |  |  |  |  |